# コルセスカ
コルセスカ（イタリア語: Corsesca、コルセーク、フランス語: Corsèque）は、槍の一種。
名称は、コルシカ島に由来する。15世紀にはドイツに広まっていたハーケンシュピース（ドイツ語: Hakenspieß)が、同種の武器と考えられている。
パルチザンとの類似性が指摘され、穂の左右にフック状の刃が付いた姿をしているが、派生型としてショーヴ・スーリ（フランス語: Chauve-souris）、コルゼーケ（ドイツ語: Korseke）等の名称で知られる左右の刃が大型化したものも存在している